# Venova
Il venova è uno strumento musicale aerofono ad ancia semplice.
Di recente produzione, il venova è commercializzato come Yamaha Venova YVS100 dalla Yamaha Corporation. È caratterizzato da un suono simile a quello del sassofono, ma la diteggiatura è quella del flauto dolce. L'estensione è di due ottave complete. Compatto e leggero, è lungo 46 cm e pesa 180 grammi. Il venova è realizzato in materiale termoplastico ABS. Per questo strumento la Yamaha ha ricevuto il Good Design Grand Award del concorso Good Design Award del 2017, la menzione d'onore al Design for Asia Award del 2018 e il German Design Award del 2019.